# Osorkon V
Osorkon V was een Egyptische farao uit de 22e dynastie. Hij regeerde van (ca.) 735 tot 712 v.Chr.

## Geschiedenis
In 712 v.Chr. veroverde de Nubische farao Shabaka van de 25e dynastie geheel Egypte omdat de vorsten die Shabaka's voorganger, Piye, onderdanig had gemaakt opstandig werden. Ook Tanis viel ten prooi aan deze veroveringstocht en met deze stad ook het Rijk van Osorkon V, de 22e, 23e en 24e dynastie werden vervangen door de 25e dynastie.